# Itziar Lazkano
Itziar Lazkano Setién (Portugalete, Vizcaya, 30 de octubre de 1957) es una actriz y directora española. Curtida especialmente en el teatro, Lazkano ha realizado decenas de espectáculos teatrales; entre los que destacan, sobremanera, los galardones recibidos como mejor actriz en los premios Rosa Agirre, premios Ercilla y Jokularia, unión de actores. También ha participado en numerosos largometrajes y series de televisión.

## Biografía
Se formó en distintos centros como en la Escuela de Arte Dramático Artebi (Bilbao), en la Escuela de Teatro de Basauri (Basauri), en el Centro de Estudios Musicales y Artes Escénicas Juan de Antxieta (Bilbao) o en el Centro de Formación Escénica BAI (Baracaldo). En 1979 ingresó en la Escuela de Teatro del grupo Cómicos de la Legua. En 1980 pasó a formar parte del grupo de teatro Karraka fundado por Ramón Barea, donde además de desempeñar labores de actriz, trabajó para introducir el teatro en las escuelas. Su primera incursión en el cine fue en la película del director bilbaíno Ernesto del Río El amor de ahora en 1986. En 1995 impartió clases de voz e interpretación en el Centro de Estudios Musicales y Artes Escénicas Juan de Antxieta (Bilbao) y en la Escuela de Teatro de Basauri (Basauri). Como actriz compagina sus trabajos en teatro, cine y televisión. 

## Filmografía
- 20.000 especies de abejas (2023), como Lita
- Estoy vivo (2021)
- La víctima número 8 (2018), como Concha
- Alaba zintzoa (2013)
- Estrellas que alcanzar (2012), como Sor María Aranzazu
- La duquesa (2012), como hostelera
- BuenAgente (2011), como Casilda
- La felicidad perfecta (2009)
- Todos estamos invitados (2008)
- Algo habrán hecho (2008)
- Locos por el sexo (2006), como Teófila
- Aída (2005), como Consuelo
- Aupa Etxebeste! (2005)
- Un paso adelante (2004)
- El coche de pedales (2004), como la tía Dora
- Ausencias (2004)
- Visionarios (2001), como Mari
- Marujas asesinas (2001), como Nati
- La voz de su amo (2001), como cuidadora de residencia
- Sabotage! (2000)
- Hyde & Jekill (2000)
- Pecata minuta (1999), como vicepriora
- El magnolio (1997)
- Mala vida (1997)
- Muerto de amor (1997)
- Calor... y celos (1996)
- Sálvate si puedes (1995)
- Adiós Toby, adiós (1995)
- Zapatos nuevos (1993)
- Urte Ilunak (1992)
- El amor de ahora (1987)

## Teatro
- Ocaña (2019). María Goricelaya
- Obabakoak (2018). Teatro Valle-Inclán. Calixto Bieito
- El florido pensil (2016). Tanttaka. Mireia Gabilondo y Fernando Bernues
- Sueño de una noche de verano (2016). Teatro Arriaga. Pablo Viar
- Brujas, ninfas y reinas (2015). Teatro Arriaga. Felipe Loza
- Hoy última función (2015). Pabellón 6. Ramón Barea y Felipe Loza
- Orquesta de señoritas (2014). Pabellón 6. Ramón Barea
- Lorquianas (2013).[3] Teatro Arriaga. Felipe Loza
- Esencia patria (2012). Pabellón 6. Ramón Barea
- Bilbao Bilbao (2012). Teatro Arriaga. Ramón Barea
- Por los pelos (2004). Pere Planella
- Cabaret latino (2003). Txalo. Felipe Loza
- Pakita (2003). Txalo. Ernesto Caballero
- Los sobrinos del capitán Grant (2002). Teatro Arriaga. Maribel Belástegi
- Dulce puta (2002). Txalo. Adolfo Fernández
- El hombre que confundio a su mujer con un sombrero (2000). Txalo. Ramón Barea
- Palabrismos (1995). Ramón Barea
- Banquetes de amor y risa (1995). Teatro Arriaga. Luis Iturri
- D'Artagnan (1991). Orain. Maribel Belástegi
- La espada de pendragon (1991). Lander Iglesias
- Feliz acontecimiento (1990). Gloria Rognoni
- Alias Moliere (1988). Ramón Barea
- La palanca gran cabaret (1986). Ramón Barea
- Euskadifrenia (1985). Ramón Barea
- Oficio de tinieblas (1984). Ramón Barea
- Bilbao Bilbao (1984). Ramón Barea
- De la infanticida María Farrar (1983). Ramón Barea
- Ubu emperatriz (1982). Ramón Barea
- La historia de un soldado (1981). Ramón Barea

## Televisión
- Vaya Semanita (EITB, 2005-2010). Dirección y guion de Óscar Terol y Borja Cobeaga, entre otros.

## Dirección de teatro
- La casa de Bernarda Alba. Federico García Lorca
- El nudo. Patxo Telleria
- Trastornos literarios. Flavia Company
- Ejercicios con estilo. Raymond Quenau

## Premios y reconocimientos
Premios Goya
| Año  | Categoría                                | Película                 | Resultado |
| ---- | ---------------------------------------- | ------------------------ | --------- |
| 2024 | mejor interpretación femenina de reparto | 20000 especies de abejas | Nominada  |

- Premio Serantes (2018), en el Festival de Santurtzi.[4]
- Premio mejor dirección (2014), en Valdemorillo, por Trastornos literarios.[5]
- Premio mejor dirección (2003), en Valladolid, por Ejercicios con estilo.[6]
- Premio Jokularia (2001) a la mejor actriz vasca.
- Premio Rosa Aguirre 1995 a la mejor actriz, por Palabrarismos.
- Premio Ercilla 1988 a la mejor actriz revelación, por Dulce puta.